# Długojów Górny
Długojów Górny – dzielnica we wschodniej części Radomia. Sąsiaduje z Malenicami, Długojowem i Sadkowem. Na terenie dzielnicy dominują tereny rolne.
Obecna dzielnica leży na terenie dawnej wsi Długojów Górny, która należała do Kochanowskich, Załuskich, Wąsowiczów i Długojowskich.
Sąsiedni Długojów włączono do Radomia już 1 stycznia 1954.